# Rubén Ochandiano de Higes
Rubén Ochandiano de Higes (Madrid, 3 d'octubre de 1980) és un actor espanyol.

## Carrera
En televisió va començar amb papers episòdics en sèries com Médico de familia o Periodistas, fins que li va arribar l'oportunitat d'interpretar un paper fix en la sèrie juvenil Al salir de clase, que va abandonar per a dedicar-se al cinema. Anys més tard tornaria a ser uns dels protagonistes d'una altra sèrie, Vientos de agua.
La seva primera aparició en cinema va ser en la pel·lícula d'Icíar Bollaín Flores de otro mundo, guanyadora de la Setmana de la Premsa en el festival de Cannes de 1999. Entre els seus títols posteriors destaquen El corazón del guerrero (2000), de Daniel Monzón; Asfalto (2000); Silencio roto (2001), de Montxo Armendáriz; Guerreros (2002), de Daniel Calparsoro; La flaqueza del bolchevique (2003), de Manuel Martín Cuenca o el debut com ao director de José Corbacho al costat de Juan Cruz a Tapas (2005).
Al llarg de la seva carrera ha treballat a les ordres de directors de gran rellevància com amb Pedro Almodóvar a Los abrazos rotos, Steven Soderbergh a Che, Alejandro González Iñárritu a Biutiful o Gabriele Salvatores a Amnesia.
També se li ha pogut veure sobre les taules en espectacles teatrals com Los verdes campos del Edén, sota la direcció d'Antonio Mercero, o protagonitzant Así es (si así os parece) (Miguel Narros) o Don Carlos de (Calixto Bieito). A més, també ha dirigit obres teatrals com La gaviota d¡ Antón Txékhov en el 2011 o Antígona (Jean Anouilh).

## Nominacions i premis
Ha rebut nombrosos premis pel seu treball. El seu paper de Sebas a Silencio roto li va valer una nominació al Goya al millor actor revelació. Va dirigir un curtmetratge anomenat El paraíso, pel qual ha collit nombrosos premis en diversos festivals internacionals, i ha escrit la novel·la Historia de amor sin título, publicada l'octubre de 2012.

## Filmografia

### Cine
- Hombre muerto no sabe vivir (2020) d'Ezequiel Montes
- El silencio de la ciudad Blanca (2020) de Daniel Calparsoro
- Nacido Rey (2020) d'Agustí Villaronga
- The Infiltrator (2016), de Brad Furman
- Incidencias, de José Corbacho i Juan Cruz.
- Le Sanctuaire, d'Olivier Masset-Depasse.
- Vulcania, de José Skaf
- No tengas miedo de Montxo Armendáriz.
- 88, dirigida per Jordi Mollà.
- Biutiful (2010), de Alejandro González Iñárritu.
- Los abrazos rotos (2009), de Pedro Almodóvar.
- Che dirigida por Steven Soderbergh.
- Tuya siempre (2007), de Manuel Lombardero.
- Tapas (2005), de José Corbacho i Juan Cruz.
- La flaqueza del bolchevique (2003), de Manuel Martín Cuenca.
- Descongélate! (2003), de Dunia Ayaso i Félix Sabroso.
- Guerreros (2002), de Daniel Calparsoro.
- Amnèsia (2002), de Gabriele Salvatores.
- Silencio roto (2001), de Montxo Armendáriz.
- San Bernardo (2000), de Joan Potau.
- El corazón del guerrero (2000), de Daniel Monzón.
- Asfalto (2000), de Daniel Calparsoro.
- Hyde & Jekill (2000), de Sara Mazkiarán (curtmetratge).
- El figurante (2000), de Rómulo Aguillaume. (curtmetratge)
- Shacky Carmine (1999), de Chema de la Peña.
- Flores de otro mundo (1999), de Icíar Bollaín.

Direcció:
- El paraíso (2010, curtmetratge)
- Crossover, peça per Canal+ España

### Televisió
- Al salir de clase (1999-2000)
- Vientos de agua (2006)
- Los hombres de Paco (2008)
- Toledo, cruce de destinos (2012)
- Médico de familia (1997)
- A las once en casa (1998)
- Periodistas (1998)
- Ellas son así (1999)
- El comisario (2000)
- Hospital Central (2004)
- Los misterios de Laura (2014)
- Operación Éxtasis-Undercover (2019)

### Teatre
- Nunca dije que era una niña buena, dirigida per J.G. Yagüe.
- Julieta y Romeo. Escarceo Teatro.
- 1, 2, 3... pon el mundo al revés, dirigida per Anne Serrano. Festival Teatralia.
- Los verdes campos del Edén, dirigida per Antonio Mercero. Centro Dramático Nacional.
- La enfermedad de la juventud
- Urbethnic, dirigida per África Morris.
- Así es (si así os parece), dirigida per Miguel Narros.
- Don Carlos, dirigida per Calixto Bieito.
- Antígona (2013), de Jean Anouilh, dirigida per Rubén Ochandiano.
- Tartufo, el impostor (2016) de Molière (versió de Pedro Víllora) dirigida per José Gómez-Friha.

## Premios
- Nominat al Goya com a actor Revelación per Silencio roto, de Montxo Armendáriz en (2001).
- Premi 15 de Octubre al Mejor Actor per Guerreros de Daniel Calparsoro.
- Nominat al Premi de la Unión de Actores com a Millor Actor de repartiment por La flaqueza del bolchevique.
- Nominat al Premi de la Unión de Actores com a Millor Actor protagonista de teatre per Así es (si así os parece).
- Premi El Mundo al Millor Actor del cinema basc 2006 per Tapas, de Juan Cruz i José Corbacho.
- Nominat al Premi a la Millor Interpretació Masculina ael Festival de Canes per Los abrazos rotos
- Premi al Mejor Actor de Reparto en el Festival de Cine Europeo de Lecce (Italia), per No tengas miedo.
- Premi Especial JOVE REALITZADOR, al Festival Corto de Ciudad Real, 2010, por El paraíso.